# Waniorowo
Waniorowo – wieś sołecka w Polsce położona w województwie zachodniopomorskim, w powiecie gryfickim, w gminie Gryfice.
W Waniorowie znajduje się Młodzieżowy Ośrodek Socjoterapii.
Znajduje się tu pałac wybudowany w 1858 r., stylem pałac nawiązuje do neorenesansowych pałacyków z tego okresu. Neorenesansowy charakter pałacu przejawia się głównie w elewacji budynku, posiada on jednak wyraźne elementy neobarokowe.

## Rys historyczny
W minionych wiekach wieś była własnością różnych rodów, a mianowicie: de Lode (Łodziów), de Troye, von Mellin. Nazwa wsi pojawiła się po raz pierwszy w dokumencie z 1316 r., gdzie wymieniony został jako właściciel Gerhard von Vahnerow, a w 1628 r. Wilhelm von Mellin. Na mapie Lubinusa z 1618 r. wieś zaznaczono jako Vanrow. W okresie późniejszym Waniorowo stanowiło własność rodu von Thaddenów.
W 1855 r. Gerhard von Thadden wybudował tutaj pałac w stylu neoklasycystycznym według planów Knoblancka radcy budowlanego z Berlina oraz założył piękny park. Bywał w nim między innymi kanclerz Rzeszy Otto von Bosmarck, zaprzyjaźniony z von Thaddenami. Pałac postawiono na rozległej polanie osłoniętej nieregularnymi kępami drzew. Do roku 1945 majątek w Waniorowie należał do Reinholda von Thaddena z Trzygłowa, dobra liczyły 435 ha gruntów. Po II wojnie światowej dobra weszły w skład Państwowych Nieruchomości Ziemskich. W latach 50. pałac wraz z parkiem przejęły Zakłady Graficzne w Szczecinie – na ośrodek kolonijny. Przypuszczalnie wówczas wykonano remont pałacu likwidując dachy dwuspadowe i wieżę. Pałac otrzymał regularna dwukondygnacyjną bryłę, przykrytą stropodachem. W 1967 pałac został przekazany Wydziałowi Oświaty Prezydium Powiatowej Rady Narodowej w Gryficach. W latach 1967–1972 wykonano remont pałacu i jego adaptację na internat. Kolejne prace budowlane ostatecznie usunęły z budowli istniejącą jeszcze substancję zabytkową, ale nie wpłynęły na poprawę stanu technicznego.
Obecnie pałac i park należą do Ośrodka Szkolno-Wychowawczego w Waniorowie.
W latach 1975–1998 miejscowość administracyjnie należała do województwa szczecińskiego.